# Lasha Pipia
Lasha Pipia –en ruso, Лаша Пипиа– (Zugdidi, URSS, 27 de diciembre de 1975-Cheliábinsk, 31 de julio de 2021) fue un deportista ruso de origen georgiano que compitió en judo. Ganó una medalla de plata en el Campeonato Europeo de Judo de 2001, en la categoría de –81 kg.

## Palmarés internacional
| Campeonato Europeo | Campeonato Europeo | Campeonato Europeo | Campeonato Europeo |
| Año                | Lugar              | Medalla            | Categoría          |
| ------------------ | ------------------ | ------------------ | ------------------ |
| 2001               | París (Francia)    | Medalla de plata   | –81 kg             |